# Dilici
Dilici so naselje v Slovenski Istri  , ki upravno spada pod Mestno občino Koper.